# Ронні Веллер
Ронні Веллер (нім. Ronny Weller, 22 липня 1969) — німецький важкоатлет.
Олімпійський чемпіон 1992 року в категорії 110 кг, срібний призер 1996 (понад 108 кг), 2000 (понад 105 кг) років, бронзовий призер 1988 року в категорії 110 кг, учасник 2004 року.
Чемпіон світу 1993 року в категорії понад 108 кг, срібний призер 1991 (110 кг), 1995 (понад 108 кг), 1997 (понад 108 кг) років.
Чемпіон Європи 1998 (понад 105 кг), 2002 (понад 105 кг) років, срібний призер 1993 (108 кг), 1999 (понад 105 кг), 2000 (понад 105 кг) років, бронзовий призер 2004 року в категорії понад 105 кг.